# Effet cytopathique
Pour les articles homonymes, voir ECP.

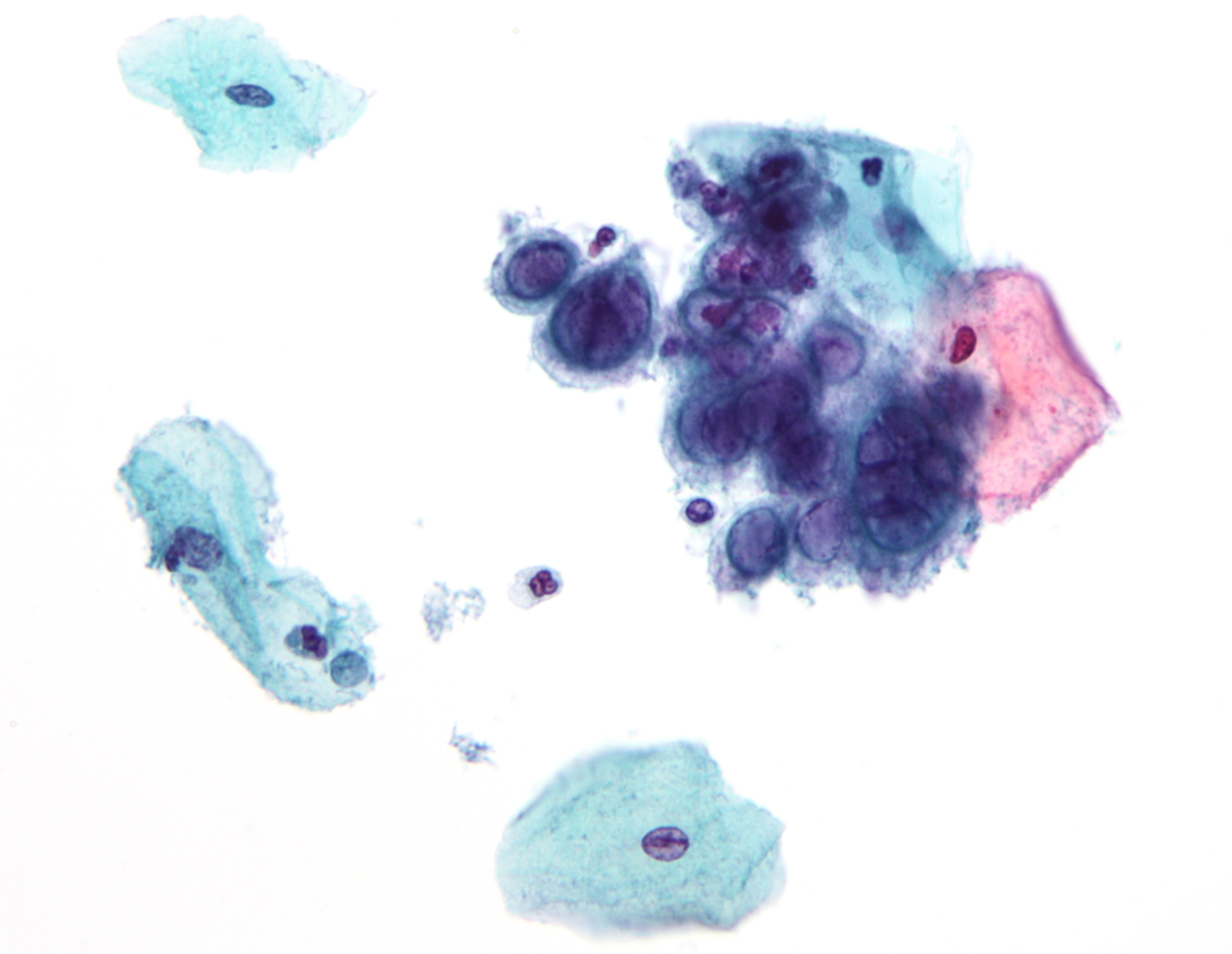
Micrographie montrant l'effet cytopathique viral du virus de l'herpès simplex (multinoyautage, chromatine en verre dépoli). Test Pap. Coloration Pap.

En biologie cellulaire, on appelle effet cytopathique (ECP) les altérations métaboliques, biochimiques et morphologiques d'une cellule hôte infectée par un virus. La réplication virale mobilise en effet l'essentiel des ressources biochimiques de la cellule, qui s'en trouve profondément affectée d'une façon spécifique à chaque virus. On observe ainsi plusieurs manifestations possibles de l'effet cytopathique selon les virus considérés, par exemple :
- arrondissement des cellules et détachement de groupes de cellules avec lyse ultérieure, comme avec les picornavirus ;
- fusion de cellules infectées formant des cellules géantes polynucléaires (syncytium), comme avec les paramyxovirus ;
- formation de cellules mononucléaires géantes, comme avec le cytomégalovirus ;
- formation de corps d'inclusion, comme avec les poxvirus, les adénovirus ou encore le virus de la rage.

L'effet cytopathique est également observable dans le cas d'infections non virales, par exemple sur les fibroblastes dans les premières phases des maladies parodontales. A contrario, tous les virus ne se manifestent pas par un effet cytopathique : c'est ainsi le cas de deux coronavirus humains, HCoV-229E and HCoV-OC43.
L'examen d'une culture cellulaire infectée par un virus peut ainsi permettre l'identification de ce virus par observation de la plaque virale. Cette méthode est cependant assez lente et tous les virus ne se développent pas sur une culture cellulaire.